# Skubarczewo
Skubarczewo – wieś w Polsce położona w województwie wielkopolskim, w powiecie słupeckim, w gminie Orchowo.
W latach 1975–1998 miejscowość administracyjnie należała do województwa konińskiego.
W 1935 roku w Skubarczewie urodził się biskup Teofil Wilski.